# Notropis rubricroceus
Notropis rubricroceus är en fiskart som först beskrevs av Edward Drinker Cope, 1868.  Notropis rubricroceus ingår i släktet Notropis och familjen karpfiskar. Inga underarter finns listade i Catalogue of Life.